# Unité d'Habitation de Marseille
La  Unidad Habitacional de Marsella ( en francés, Unité d´Habitation de Marseille), también conocida como la Cité radieuse o familiarmente Maison du fada, diseñada por el arquitecto franco-suizo Charles Édouard Jeanneret-Gris, Le Corbusier, a partir de 1945, y construida entre los años 1947 y 1952, es un enorme bloque de vivienda colectiva de hormigón en bruto, que fue considerada por Reyner Banham como la primera obra auténticamente de posguerra, en el sentido de que sus planteamientos innovadores evidencian un claro quiebre con la arquitectura moderna practicada previamente. Construida como un prototipo, esta obra sintetiza gran parte del trabajo experimental realizado por Le Corbusier desde 1920 en adelante, y fue aclamada como su contribución más significativa a la tipología de vivienda colectiva  y catalogada dentro de las grandes obras arquitectónicas del siglo XX.

## Genealogía 1919-1945
La concepción de esta obra tiene origen en una búsqueda y trabajo experimental realizado por Le Corbusier durante alrededor de treinta años, el cual se condensa en una vasta cantidad de publicaciones y propuestas. De esta manera, la unité es considerada como la culminación de un largo periodo de gestación, “representando, en efecto, el elemento clave de las teorías de Le Corbusier acerca del hábitat de la época maquinista, incansablemente expuestas y defendidas,” siendo la primera, de las cinco Unités d´Habitation construidas por Le Corbusier.
En 1919, con la creación de la Maison Citrohan, Le Corbusier diseña una primera propuesta como solución al problema de la vivienda, entendiéndola como una “máquina para vivir”, basándose en las lógicas de producción en serie, que la fábrica de automóviles Citroën estaba implantando en Francia durante ese periodo.  
En 1922, Le Corbusier y su primo Pierre Jeanneret, presentan un modelo de ordenación urbana denominado Une Ville Contemporaine de Trois Millions d´Habitants, en oposición al fenómeno urbano existente, caracterizado por suburbios indiferenciados entre la vivienda y la industria, dispuestos a lo largo de los grandes ejes de salida de las ciudades. Para esto formulan cuatro principios fundamentales de urbanismo: Descongestión del centro de la ciudad, aumento de densidad, aumento de medios de circulación y aumento de zonas verdes.  Estos nuevos conceptos de planificación urbana los llevan a proponer una edificación en altura, como modo de aumentar la densidad y además poder liberar suelo.
En 1925, Le Corbusier retoma estos mismos principios y los aplica a la ciudad de París con el Plan Voisin, en donde se distinguen tres tipologías de edificaciones diferentes: torres de oficina y administración de gran altura en el centro de la ciudad, conjuntos de vivienda en forma de bandas perimetrales a la manzana y conjuntos de vivienda en forma de zigzag retiradas del perímetro de la manzana. Esta última tipología, conocida como à redents, mantiene la continuidad espacial de los espacios verdes al estar retirado de la calle y al tener diecisiete plantas sobre pilotis conectadas a través de bloques de ascensores y calles interiores.  En ese mismo año, Le Corbusier revela un módulo de vivienda tipo a escala real, por medio de su construcción y exhibición en la Esposición Internacional de Artes Decorativas de París, denominado el Pabellón de L´Esprit Nouveau.
En 1930, se publica el libro La Ville Radieuse, el modelo teórico de la ciudad ideal de Le Corbusier que abarca los principales conceptos expuestos hasta la fecha. En este predomina la tipología de viviendas à redents  por sobre la de bandas perimetrales a la manzana, de manera de romper con la relación tradicional entre vivienda y calle.
En 1934 se hace un plan de urbanización para la ciudad de Nemours, Argelia, donde por primera vez la tipología de vivienda está compuesta por bloques independientes, diferenciándose de la tipología de à redents. 
En 1937 en la Exposición internacional de París, Le Corbusier declara a las Unités d´Habitation como las claves del urbanismo moderno, entendiendo por éstas los conjuntos de vivienda à redents. Se vislumbran todos los elementos del programa que definen a la Unité d´Habitation de Marseille, como son los servicios comunes (abastecimiento, educación, salud), zonas de recreación (áreas verdes, zonas de juegos, deportes, terraza – jardín, solárium, etc) y módulos de vivienda conectados a través de calles interiores y bloques de ascensores.
En 1943, en plena Segunda Guerra Mundial, Le Corbusier lidera la creación de la Asociación de Investigadores dedicados a la Renovación de la Arquitectura en Francia (ASCORAL), compuesta por arquitectos, ingenieros, científicos y empresarios. A través de ésta entidad, Le Corbusier adquiere credibilidad y validez ante las autoridades francesas,  las cuales posteriormente le encargan el proyecto de la  Unité d´Habitation de Marseille.

## Cronología 1945-1952
Luego de terminada la guerra en 1945, el ministro francés de la Reconstrucción y Planificación Urbana, Raoul Dautry, propone a Le Corbusier elaborar una Unité d´Habitation para Marseilla; el arquitecto acepta bajo la condición de estar libre de cualquier regulación.  De esta manera, con un absoluto respaldo del ministro, Le Corbusier, a través del taller ATBAT (Ateliers des Bâtisseurs, fundado por Vladimir Bodiansky), comienza el diseño de un primer prototipo de Unité d´Habitation, localizado en el sector norte de la ciudad. El propio Le Corbusier la denominaría una obra experimental, por lo cual responsabiliza al propio ministro en seleccionar a un grupo adecuado de personas y enseñarles el “como vivir” en este nuevo tipo de vivienda.
Durante fines de este año y a lo largo de todo 1946, se cambia el emplazamiento de la obra en otros tres sitios que varían en tamaño y morfología, diferenciando las propuestas realizadas para cada uno de ellos. Posteriormente, en octubre de 1947,  comienzan las obras de construcción de la Unité d´Habitation de Marseille, emplazadas finalmente en el Bulevard Michelet, al sur de la ciudad. 
En 1949 se hace la primera demostración al público de un departamento totalmente equipado. Esto repercute en la opinión pública, la cual pone fin a los intentos de descrédito que se le hicieron a la unité, hasta ese momento. Finalmente, en el 14 de octubre de 1952 se inaugura la Unité d´Habitation de Marseilla.

## Principios y consideraciones
Le Corbusier parte de la base de que es necesario reexaminar la vida de las personas en detalle a lo largo de las 24 horas del día, para así asegurar que todos los aspectos que la componen encajen entre sí y sean considerados en la elaboración de viviendas.  De esta manera, Le Corbusier plantea una serie de consideraciones que caracterizan a la Unité d'Habitation de Marsella.

### Lo individual y colectivo

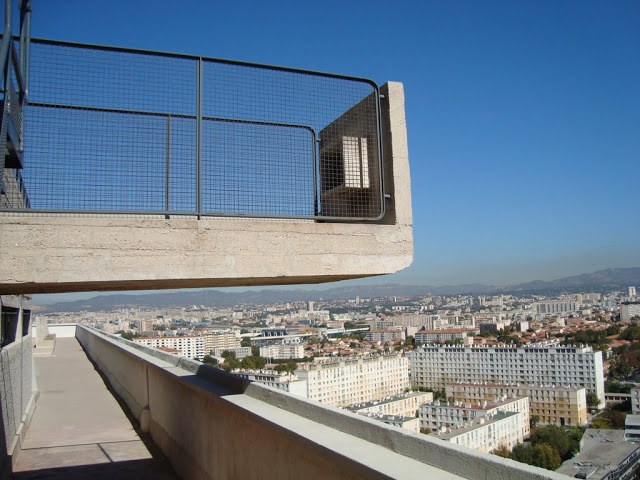
Azotea transitable con mirador

- Se debe resguardar la libertad individual.[5]  Para esto, Le Corbusier considera al dormitorio, no solo como un lugar apto para dormir y descansar, sino también uno para trabajar, hacer ejercicio físico y tener cuidados de limpieza.
- Se debe mantener el núcleo familiar integrado.[10]  Para esto, se concibe un único espacio que comprende tanto la cocina, el comedor como la sala de estar, al considerar la comida y su preparación, los actos esenciales de reunión y encuentro familiar.
- Debe haber organización colectiva,[5] entendiendo que la libertad individual no funciona sin un orden colectivo. De esta manera, se propone generar una comunidad vertical, lo que permite liberar parques y paisajes, además de proveer una serie de instalaciones y servicios comunitarios que se diferencian según grupos etarios y permiten un encuentro comunitario.

### Tecnologías modernas
- Implantar sistemas e instalaciones modernas, como modo de hacer más eficientes las labores domésticas, como red interconectada de agua caliente, ascensores, equipamiento de cocina incluido, sistemas de ventilación, etc.

- Racionalizar la construcción, por medio de la implantación de lógicas de producción en serie, para así poder proporcionar esta solución de vivienda a la mayor cantidad de gente posible.[5]  Por esto, Le Corbusier propone definir elementos estandarizados que respondan a las necesidades de los usuarios.

## Características

### Emplazamiento
La unité se emplaza en un terreno de aproximadamente 4 hectáreas,  al sur de Marsella, delimitando al este con la avenida Bulevard Michelet y al oeste con el sector de Sainte-Anne. El bloque de vivienda se dispone en orientación norte-sur en forma diagonal al solar, rompiendo con la lógica de fachadas contiguas a la calle, de manera de aprovechar al máximo el asoleamiento.

### Estructura y construcción
La estructura se compone de tres elementos principales. Por un lado, la obra gruesa construida in situ, está constituida por un marco estructural de losas, vigas y pilares de hormigón armado. Sobre este se posan los departamentos ensamblados en forma independiente, sobre la base de elementos de carpintería y tabiquería liviana, revistiendo casi por completo la estructura de hormigón armado desde su interior. Por otro, la envolvente exterior del brise-soleil, se compone de elementos prefabricados de hormigón armado, los cuales se adhieren al marco estructural.  Se denotan impresiones en superficies de hormigón armado, como la figura del modulor en la entrada principal, además de elementos característicos de hormigón, como son los conductos de ventilación y el bloque de ascensores en la terraza superior.

### Programa

#### Nivel de suelo
Gran parte del terreno está destinado a áreas verdes donde se realizan deportes y actividades al aire libre, en las cuales se distinguen dos accesos peatonales principales, separados del acceso vehicular que conecta con el área de estacionamientos. Estos accesos peatonales confluyen en la trama de pilotis de hormigón que caracterizan la planta libre de la unité. También se denotan una serie de senderos, un área de deportes, encontrando una cancha de tenis y un área de juegos infantiles, además de una original construcción en hormigón, como punto de recolección de basura. 

Diagrama del módulo de vivienda tipo. Este comprende dos departamentos dúplex, los cuales se traslapan uno encima del otro, dando origen a la calle interior.

#### Circulaciones
Se accede a la unité por un vestíbulo central contiguo al acceso peatonal oeste y al sector de estacionamientos, el cual da cabida al bloque de cuatro ascensores de alta velocidad, que conectan con calles interiores entre pisos, que a su vez, penetran longitudinalmente la unité dando acceso a las viviendas y recintos comunitarios. Además existen cuatro escaleras de escape, tres internas y una externa, donde esta última llega solamente hasta la calle de doble altura, ubicada en el séptimo piso.

#### Cantidad y tipos de viviendas
La obra está compuesta por 337 departamentos, según 23 tipos distintos, los cuales varían en función del número de personas por vivienda. Se puede encontrar desde solo para parejas, hasta para familias con 6 a 8 niños, siendo la mayoría de estos de dos pisos los cuales se montan uno encima del otro. Todos estos, a excepción de los de la fachada sur, tienen doble orientación, asegurando luz natural directa, ventilación cruzada,  vista a la montaña por el este y al mar por el oeste.

#### Descripción de la vivienda tipo
Desde la calle interior, se accede a un pequeño vestíbulo que da paso a la cocina, integrada al comedor y la sala de estar. La cocina es prefabricada y viene equipada, además de estar conectada a la red de agua caliente y tener conexión directa con la calle exterior, a través de una pequeña ventanilla. A diferencia del sector de cocina y comedor, la sala de estar tiene una doble altura de 4,60 metros y se conecta con un balcón a través de puertas completamente abatibles. Este último destaca por la envolvente exterior del brise-soleil, que controla la incidencia del sol, permitiendo resguardarse de este en verano y permitiendo su incidencia directa en invierno. Una escalera conecta con el vestíbulo del segundo nivel, que cuenta con espacios de guardado y una ducha independiente, para dar paso a los dormitorios. El dormitorio principal cuenta con un baño propio y está abierto a la doble altura de la sala de estar. Por el otro lado, los dormitorios de los niños están separados por cerramientos abatibles, cuentan con lavamanos y tienen salida a un balcón compartido.

#### Programas comunitarios
Además del espacio común de áreas verdes y de zonas deportivas en el nivel de suelo, se puede encontrar una serie de recintos y espacios de uso comunitario dentro de la obra. En cada nivel con calle interior, existen diversos recintos según edades, como clubes de juventud, de modelaje, de tercera edad, una guardería, un jardín infantil, entre otros. Principalmente destaca la calle comercial en el séptimo y octavo piso, al distinguirse en ambas fachadas longitudinales, contando con una serie de recintos de abastecimientos y distensión. Así también, sobresale la terraza superior, contando con una variada gama de espacios deportivos y de recreación.
| Nivel | Programa                                         | Recintos |
| ----- | ------------------------------------------------ | --- |
| 18    | Cubierta / Terraza                               | Juegos de niños con piscina, pista de carreras, gimnasio, solárium, zona de ejercicio exterior.                                            |
| 17    | Vivienda                                         | Jardín infantil |
| 16    | Vivienda + Calle interior                        | Guardería |
| 15    | Vivienda                                         | |
| 14    | Vivienda                                         | |
| 13    | Vivienda + Calle interior                        | |
| 12    | Vivienda                                         | |
| 11    | Vivienda                                         | |
| 10    | Vivienda + Calle interior                        | |
| 9     | Vivienda                                         | |
| 7 y 8 | Calle comercial + Calle interior de doble altura | Tienda de abastecimiento comunitaria, tiendas individuales, restaurante/salón de té, lavandería y 8 habitaciones de un hotel.              |
| 6     | Vivienda                                         | |
| 5     | Vivienda + Calle interior                        | |
| 4     | Vivienda                                         | |
| 3     | Vivienda                                         | |
| 2     | Vivienda + Calle interior                        | |
| 1     | Vivienda                                         | |
| 0     | Vestíbulo de acceso en planta libre              | Exterior: Áreas verdes, cancha de tenis, área de juegos infantiles, estacionamientos, punto de recolección de basura, senderos peatonales. |

## Ficha técnica
Cliente: Estado francés, Ministerio de la Reconstrucción y de Planificación urbana
Arquitecto: Le Corbusier
Oficina de Diseño: ATBAT (Ateliers des Bâtisseurs)
Ingeniería: Véritas
Tamaño: 137.18 metros de longitud, 24.41 de profundidad y 56 de altura.
Cantidad de habitantes: 1200
Ubicación: 280 Boulevard Michelet, 13008 Marseille, Francia